# Dries van Agt
Dries van Agt (Geldrop, 2 de febrer de 1931 - Nimega, 5 de febrer de 2024) fou un jurista neerlandès que va ser Primer Ministre dels Països Baixos entre el 1977 i el 1982. Abans havia estat Ministre de Justícia durant sis anys.

## Biografia
Dries van Agt fou el fill del fabricant de tèxtils Frans van Agt i Anna Frencken. El seu besavi Godefridus Frencken va ser burgmestre d'Asten. Van Agt estudiar Dret a la Universitat de Nimega i el 1955 va obtenir el seu diploma cum laude. Va estar casat amb Eugenie Krekelberg i van tenir tres fills: Eugenie, Frans i Caroline; i cinc nets.
Fins al 1957 Van Agt va treballar com a advocat a Eindhoven. Després va tenir una feina al Ministeri d'Agricultura fins al 1962 i al Ministeri de Justícia fins al 1968. Entre el 1971 i el 1977 va ser Ministre de Justícia en els governs Biesheuvel-I i Biesheuvel-II. Els darrers quatre anys va combinar aquesta feina amb la de Vice-primer ministre. Entre el 1977 i el 1982 va ser Primer Ministre en tres governs Van Agt.
Després d'un any com a polític a la Tweede Kamer, va acceptar la funció de Comissari de la Reina per al Brabant del Nord el 1983. Quatre anys després va deixar aquest treball per una funció diplomàtica a la Comunitat Europea que va representar del 1987 als 1989 al Japó i després als Estats Units fins al 1995.
Tot i que no va ser políticament actiu després del 1987, de tant en tant encara oferia les seves idees sobre la política nacional en els mitjans de comunicació. Va ser uns dels primers antics polítics del CDA en rebutjar el 2010 la possibilitat d'un govern de minoria entre el CDA i el VVD amb el suport extern del PVV. El 2009 va assistir personalment a una cerimònia organitzada pel Hash Marihuana & Hemp Museum durant la qual va rebre el sisè Cannabis Culture Award per a la seva contribució a una política de tolerància al consum de haixix i de cànnabis.

## Premis
- Gran Creu de l'Orde d'Orange-Nassau (el 9 de desembre de 1982)
- Medalla del Mèrit per a la Iniciativa i Enginy de la Casa d'Orange (19 de setembre de 1974)
- Medalla del Mèrit de la Província de Brabant del Nord
- Ciutadà Honorari de Geldrop (Països Baixos)
- Ciutadà Honorari de Lilla (França)
- Cannabis Culture Award 2009[4]